# Omonville-la-Folliot
Omonville-la-Folliot era una comuna francesa que estaba situada en el departamento de Mancha, de la región de Normandía, que en 1812 pasó a formar parte de la comuna de Denneville.

## Demografía
| Gráfica de evolución demográfica de Omonville-la-Folliot entre 1793 y 1806 |
|                                                                            |

Los datos demográficos contemplados en este gráfico se han cogido de la página francesa EHESS/Cassini.